# Манастир Миљково
Миљков манастир или раније познат као манастир Буковица (до 18. века), се налази у атару села Гложане у општини Свилајнац, на десној обали реке Велике Мораве, припада Епархији браничевској Српске православне цркве.
Представља непокретно културно добро као споменик културе.

## Историја
Први писани документ о манастиру Буковица датира из 1374. године. Те године кнез Лазар својом Хрисовуљом дарује метохе манастиру Раваници. Између осталих се помиње и „Буковица Брод на Гложанах на Морави“. Има историјских података који говоре да је у манастиру Буковица око 1420. радила преписивачка школа.
У 16. и 17. веку, у време турске владавине нама података о манастиру, док је у време аустријске окупације Србије, на географској карти је уцртан манастир Буковица, а претпоставља се да је поновном окупацијом од Турске манастир порушен и спаљен.
Године 1787. манастир обнавља Миљко Томић, трговац из Гложана, по коме добија садашње име - Миљков Манастир. Миљко је у старијим годинама живео и умро у манастиру и сахрањен у порти. Од 1787. преко Миљковог манастира одржавана је веза са устаницима Коче Анђелковића (Кочина крајина).

## Старешине манастира
- Мелентије Ристић (прва половина почетка 1800их)
- Филимон Тодоровић, јеремонах манастира (1818-1823)
- Константин, јеремонах манастира (друга половина почетка 1800их/средње 1800е)
- Михајло, јеремонах манастира (друга половина почетка 1800их/средње 1800е)
- Хаџи Пантелејмон, игуман манастира (1856-1869)
- Претпостављено у неким изворима: Мелентије, намесник манастира (1869)
- Тимотије, јеремонах манастира (крај 1860их/почетак 1870их)
- Григорије, јеремонах манастира (крај 1860их/почетак 1870их)
- Хрисант, игуман манастира (1872)
- Филарет Петровић, намесник манастира (1876) игуман манастира (1878)
- Јулијан, јеремонах манастира (1870их/1880их)
- Евгеније, јеремонах манастира (1870их/1880их)
- Мојсије, јеремонах манастира (1870их/1880их)
- Евстратије, јеремонах манастира (1870их/1880их)
- Гаврило Поповић, парох гложански (око 1883)
- Исаија, намесник манастира (1886)
- Павле Орловић, јеремонах манастира (крај 1800их/почетак 1900их)
- Сава Ратковић. игуман манастира (1905-1908)
- Методије Миловановић, игуман манастира (1908-1911/12)
- Теодосије, игуман манастира (1912-1921)
- Амфилохије Бедричић, јеремонах манастира (1921-1923)
- Пајсије Поповић, јеремонах манастира (1923-1923)
- Мирон Јанковић, архимандрит манастира (1923-1925)
- Теодосије Валаамски, јеремонах манастира (1925-1926)
- Амвросије Курганов, схиархимандрит манастира (1926-1933)
- Лука Радионов, игуман манастира (1933-1936)
- Лукијан Бирчанин, игуман манастира (1936[4]—1939)
- Макарије Милетић, архимандрит манастира (1940-1942)
- Генадије Грбић, јеремонах манастира (1942-1942)
- Максим Рајичић, синђел манастира (1942-1943)
- Никанор Пујић, игуман манастира (1943-1952)
- Доротеја Бојковић игуманија манастира (1952—2007)
- Варвара Јоксимовић игуманија манастира (2007—2008)
- Ангелина Радисављевић игуманија манастира (2008—2017)
- Анастасија Симеоновић игуманија манастира (2017—данас)

## Обнова
Ресавски кнез Петар Ерчић - Јаковљевић је 1793. на основу турског фермана изабран за Врховног кнеза 12 српских нахија и почиње обнову манастира спаљеног после пропасти Кочине крајине. Крајем 18. века долази из Лапова свештеник Миљко Ристић и делотворно наставља са започетом обновом. Обнавља се рад манастирске школе за описмењавање и образовање будућих попова, писара, учитеља. Овде је школу нешто раније - 1780-85. похађао као младић каснији војвода Стеван Синђелић. У периоду припрема за подизање устанка, Миљков манастир постаје место окупљања ресавских и шумадијских устаника.

## Први српски устанак
Године 1803. у манастиру се састају нахијске старешине и за вођу бирају кнеза Петра Добрњца, али он то одбија. Године 1808. у знак захвалности манастир добија од Карађорђа звоно на коме је писало 'Ливено за владе Верховног вожда народа сербског Георгија Петровича'. Звоно је 1830. скинуто, однето у Крагујевац и прво зазвонило у слободној Србији. Касније је послато у Раваницу, а од кнеза Милоша манастир добија ново звоно.
Сломом Првог српског устанка манастир је за одмазду спаљен и опљачкан. Око 1820. је делимично обновљен и наставља са духовним радом.

## Новија прошлост
Године 1926. у манастир су дошли руски емигранти - монаси на челу са јеромонахом Амвросијем Кургановим, до сада најобразованијим духовником у историји манастира који је пуно допринео у обнови манастира. Жудећи за Богом због прогнозираних 5 година остатка живота, Томислав Штрбуловић је упознао архимандрита Амвросија који је доста утицао на њега, потоњег светог Тадеја Витовничког.
Године 1952. манастир је претворен у женски општежитељни, а од доласка игуманије Доротеје Бојковић 1963. почиње процват манастира. 1968. завршен је конак са јужне стране, а 1996. са југоисточне - ближе цркви. Оближњи Манастир Добреш, који је проглашен за метох Миљковог манастира, у обнови је од 2003. године
Манастирска слава је Ваведење пресвете Богородице (4. децембар) а традиционално се одржава прослава Св. Преображења Господњег (19. август) као заветина некадашњег насеља у близини манастира и општенародни сабор.